# Ժ
La Ժ, minuscolo ժ, è la decima lettera dell'alfabeto armeno. Il suo nome è ժե, že (armeno [ʒɛ]).
Rappresenta foneticamente la consonante fricativa postalveolare sonora [ʒ].

## Codici
- Unicode:
  - Maiuscola Ժ : U+053A
  - Minuscola ժ : U+056A